# L’Malouma Said

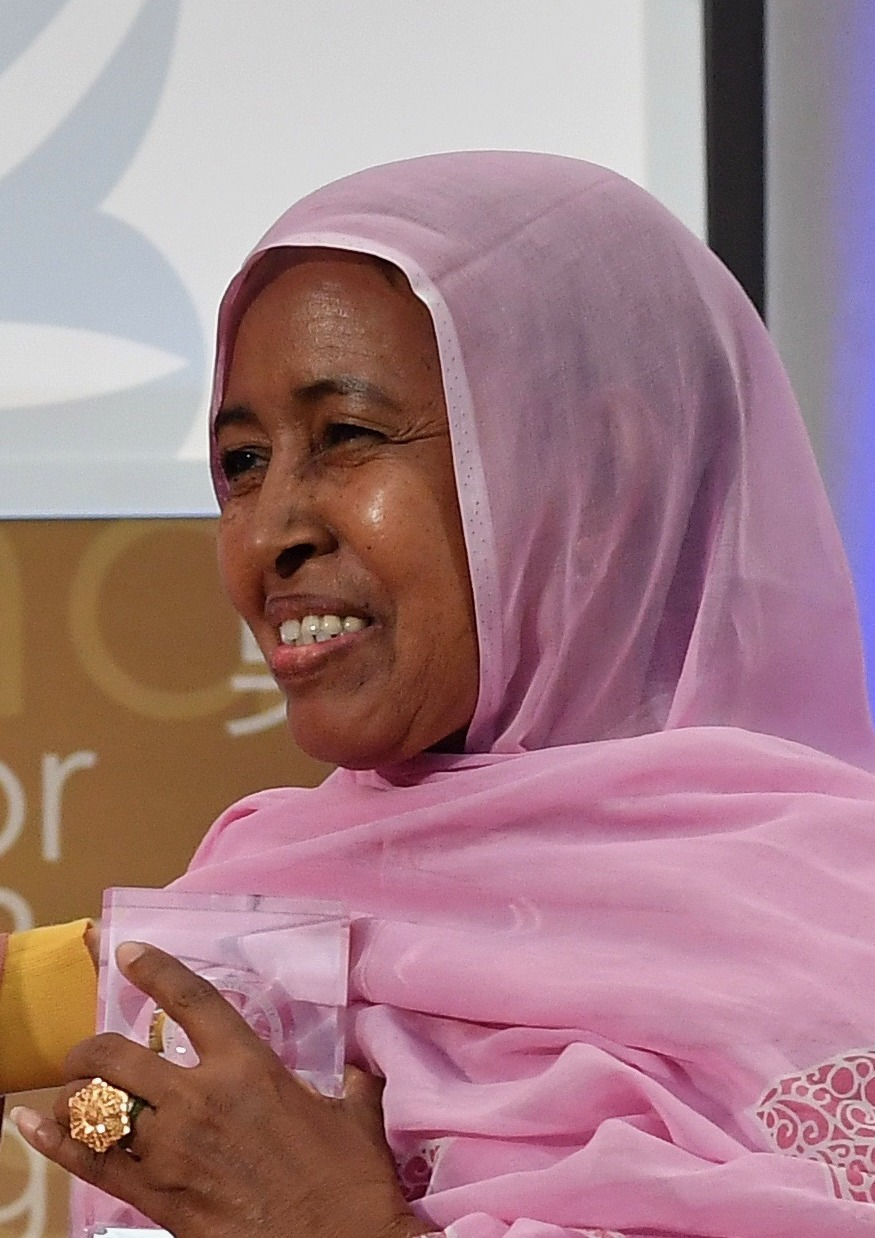
L’Malouma Said

L’Malouma Said (arabisch المعلومة سعيد, DMG al-Maʿlūma Saʿīd; geb. 1972) ist eine mauretanische Anti-Sklaverei-Aktivistin und Parlamentsmitglied in der mauretanischen Nationalversammlung.

## Leben
Said wurde 1972 als Sklavin in Boutilimit, südöstlich der Hauptstadt Nouakchott, geboren.
Mit 17 Jahren begann sie sich für die Emanzipation der Haratin zu engagieren. Sie schloss sich 1990 der Harratin Liberation Organization (El Hor) an und beteiligte sich an der Gründung der ersten politischen Oppositionsparteien, der Ralliement des Forces Democratiques (RFD, 1991) und der Action pour le Changement (AC, 1995), welche sich beide besonders gegen Sklaverei einsetzen. Sie ist auch Vorsitzende einer Handels-Kooperative. Später wurde sie verantwortlich für Frauenarbeit in der El Hor-Bewegung und Gründungsmitglied der Anti-Sklaverei-Organisation SOS Esclaves, welche von ihrem Mann, Boubacar Ould Messaoud, geleitet wird.
2006 wurde sie in die Nationalversammlung gewählt. Sie ist eine von vier Frauen der Haratin in der Nationalversammlung. 2013 wurde sie wiedergewählt. Sie setzt sich besonders für die Menschenrechte ein, gegen Diskriminierung und für Verbesserungen der Haftbedingungen in Mauretanien.
Im März 2018 war sie eine der Geehrten des International Women of Courage Award. Nach der Ehrung bereiste sie Arizona.